# Misturas comuns do álcool combustível

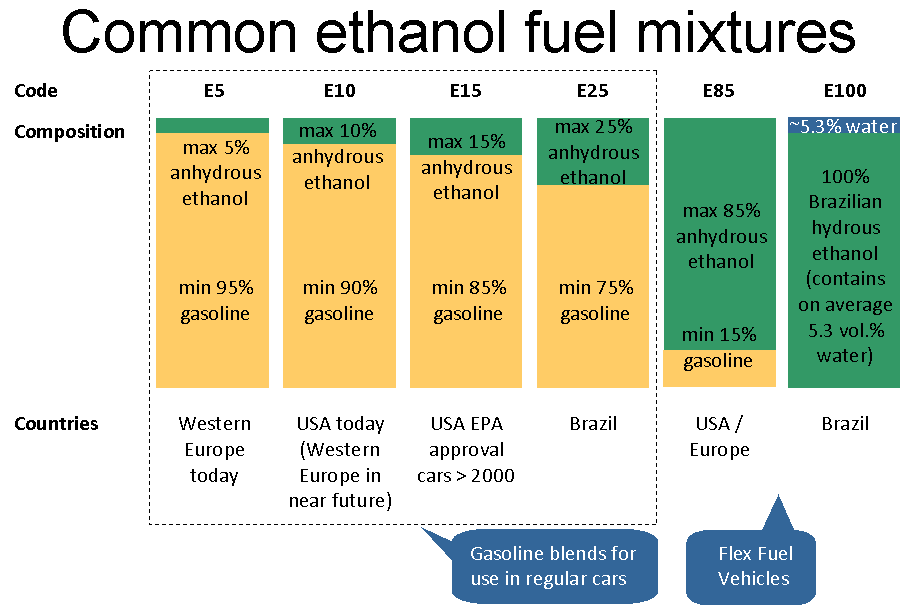
Gama de misturas comuns de etanol combustível

As misturas comuns do álcool combustível com gasolina ou puro, conhecidas como gasool (em inglês:  gasohol ou em castelhano:  gasohol ou alconafta) são usadas em motores de combustão interna. O uso da mistura é possível somente se o motor for fabricado ou adaptado para esse propósito. A proporção entre ambos os combustíveis é indicada pelo porcentagem de etanol (álcool etílico) precedido pela letra E maiúscula. Desta maneira, a mistura E10 é composta de 10% de etanol anidro e 90% de gasolina. As misturas mais comuns utilizadas no mundo são E5, E10, E20, E25, E70, E75, E85, E95 e E100. Também é possível a mistura de metanol (álcool metílico) com gasolina, mas neste caso a denominação inicia com a letra M. Uma mistura comum é M85, que está composta de 85% de metanol e 15% de gasolina.

## E5, E7 e E10
E10 é a mistura de 10% de etanol com 90% de gasolina. Originalmente chamada de gasool, esta é a mistura mais utilizada no mundo. Vários países têm leis ou regulamentos que obrigam a misturar 5%, 7,5% ou 10% de etanol anidro (sem água) com a gasolina regular. A maioria dos carros fabricados nas últimas décadas foram construídos para operar com gasolina pura ou até E10 sem necessidade de adaptações adicionais.
| Países que utilizam gasool ou misturas de gasolina com baixo teor de etanol (E5 a E25) | Países que utilizam gasool ou misturas de gasolina com baixo teor de etanol (E5 a E25) | Países que utilizam gasool ou misturas de gasolina com baixo teor de etanol (E5 a E25) | Países que utilizam gasool ou misturas de gasolina com baixo teor de etanol (E5 a E25) | Países que utilizam gasool ou misturas de gasolina com baixo teor de etanol (E5 a E25) | Países que utilizam gasool ou misturas de gasolina com baixo teor de etanol (E5 a E25) | Países que utilizam gasool ou misturas de gasolina com baixo teor de etanol (E5 a E25) | Países que utilizam gasool ou misturas de gasolina com baixo teor de etanol (E5 a E25) | Países que utilizam gasool ou misturas de gasolina com baixo teor de etanol (E5 a E25) | Países que utilizam gasool ou misturas de gasolina com baixo teor de etanol (E5 a E25) | Países que utilizam gasool ou misturas de gasolina com baixo teor de etanol (E5 a E25) | Países que utilizam gasool ou misturas de gasolina com baixo teor de etanol (E5 a E25) | Países que utilizam gasool ou misturas de gasolina com baixo teor de etanol (E5 a E25) |
| País | Mistura Etanol                                                                         | Uso                                                                                    | País                                                                                   | Mistura Etanol                                                                         | Uso                                                                                    | País                                                                                   | Mistura Etanol                                                                         | Uso                                                                                    | Estado                                                                                 | Mistura Etanol                                                                         | Estado                                                                                 | Mistura Etanol                                                                         |
| --- | -------------------------------------------------------------------------------------- | -------------------------------------------------------------------------------------- | -------------------------------------------------------------------------------------- | -------------------------------------------------------------------------------------- | -------------------------------------------------------------------------------------- | -------------------------------------------------------------------------------------- | -------------------------------------------------------------------------------------- | -------------------------------------------------------------------------------------- | -------------------------------------------------------------------------------------- | -------------------------------------------------------------------------------------- | -------------------------------------------------------------------------------------- | -------------------------------------------------------------------------------------- |
| Países com misturas obrigatórias ou disponível para uso opcional | Países com misturas obrigatórias ou disponível para uso opcional                       | Países com misturas obrigatórias ou disponível para uso opcional                       | Países com misturas obrigatórias ou disponível para uso opcional                       | Países com misturas obrigatórias ou disponível para uso opcional                       | Países com misturas obrigatórias ou disponível para uso opcional                       | União Europeia                                                                         | União Europeia                                                                         | União Europeia                                                                         | Estados Unidos · (Somente os estados com mistura obrigatória(6))                       | Estados Unidos · (Somente os estados com mistura obrigatória(6))                       | Estados Unidos · (Somente os estados com mistura obrigatória(6))                       | Estados Unidos · (Somente os estados com mistura obrigatória(6))                       |
| Austrália | E10                                                                                    | Opcional                                                                               | Índia                                                                                  | E5                                                                                     | Obrigatória                                                                            | Áustria                                                                                | E10                                                                                    | Opcional                                                                               | Florida                                                                                | E10                                                                                    | Minnesota                                                                              | E10                                                                                    |
| Brasil | E18 a E27,5                                                                            | Obrigatória                                                                            | Jamaica                                                                                | E10                                                                                    | Obrigatória(5)                                                                         | Dinamarca                                                                              | E5                                                                                     | Opcional                                                                               | Hawaii                                                                                 | E10                                                                                    | Missouri                                                                               | E10                                                                                    |
| Canadá | E5/E10                                                                                 | Opcional(1)                                                                            | Nova Zelândia                                                                          | E10                                                                                    | Opcional                                                                               | Finlândia                                                                              | E5                                                                                     | Opcional                                                                               | Iowa                                                                                   | E10                                                                                    | Montana                                                                                | E10                                                                                    |
| China | E10                                                                                    | Nove províncias(2)                                                                     | Paraguai                                                                               | E12                                                                                    | Obrigatória                                                                            | Suécia                                                                                 | E5                                                                                     | Obrigatória                                                                            | Kansas                                                                                 | E10                                                                                    | Oregon                                                                                 | E10                                                                                    |
| Colômbia | E10                                                                                    | Obrigatória(3)                                                                         | Tailândia                                                                              | E10/E20                                                                                | Obrigatória                                                                            |                                                                                        |                                                                                        |                                                                                        | Louisiana                                                                              | E10                                                                                    | Washington                                                                             | E10                                                                                    |
| Costa Rica | E7                                                                                     | Obrigatória(4)                                                                         |                                                                                        |                                                                                        |                                                                                        |                                                                                        |                                                                                        |                                                                                        |                                                                                        |                                                                                        |                                                                                        |                                                                                        |
| Notas:(1) As misturas disponíveis no Canadá somente estão à venda em Yukon, British Columbia, Alberta, Saskatchewan, Manitoba, Ontario e Quebec. (2) Na China quatro províncias já quase atingiram o uso total do E10, e outras quatro apenas adoptaron a mistura parcialmente. (3) Na Colômbia o uso obrigatório somente é aplicável nas cidades com população maior de 500 mil. (4) A mistura obrigatória de etanol na Costa Rica foi adiada para 2009, estava planejada para Outubro de 2008. (5) Na Jamaica foi introduzido como opcional desde Novembro de 2008 em Kingston e prefeituras vizinhas, e será obrigatório em todo o país desde Maio de 2009. (6) Ainda que somente é obrigatória em 10 estados, as misturas de baixo teor de etanol estão disponíveis em outros estados opcionalmente ou misturado para oxigenar. Florida efetivo desde 2010. |                                                                                        |                                                                                        |                                                                                        |                                                                                        |                                                                                        |                                                                                        |                                                                                        |                                                                                        |                                                                                        |                                                                                        |                                                                                        |                                                                                        |

## E20 e E25
E25 é a mistura de 25% de etanol com 75% de gasolina, e também é chamada de gasool. O etanol utilizado é anidro com menos de 1% de água, mas normalmente contêm somente 0,5% de água.
No Brasil, a mistura é obrigatória, sendo fixada entre 18 e 27,5% o percentual de álcool misturado com gasolina convencional. Em julho de 2007 a mistura utilizada foi estabelecida em E25. Devido a problemas de fornecimento dos produtores de etanol e à necessidade de importar álcool dos Estados Unidos, o governo federal reduz a mistura para 20% em outubro de 2011. Porém desde 1º de maio de 2013, o percentual obrigatório de etanol anidro combustível na gasolina é de vinte e cinco por cento (25%), conforme a Resolução CIMA (Conselho Interministerial do Açúcar e do Álcool) Nº 1, de 28 de fevereiro de 2013, publicado em 1º de maio de 2013 no Diário Oficial da União. Em 2014 a lei Nº 13.033 estabelece limite entre 18% a 27,5% como limites do Etanol anidro a Gasolina.   Os veículos flex do mercado brasileiro utilizam E25 ou qualquer mistura com etanol até E100.

## E70 e E75
E75 é a mistura de 75% de etanol e 25% de gasolina. Nos Estados Unidos e na Europa é chamado de E85 de inverno, já que a mistura é utilizada em substituição do combustível E85 para evitar problemas no arranque com clima frío, mas ele é vendido como se for E85. Esta redução sazonal do contéudo do etanol é utilizado nas regiões onde as temperaturas de inverno normalmente chegam a ser inferiores a 0 °C.

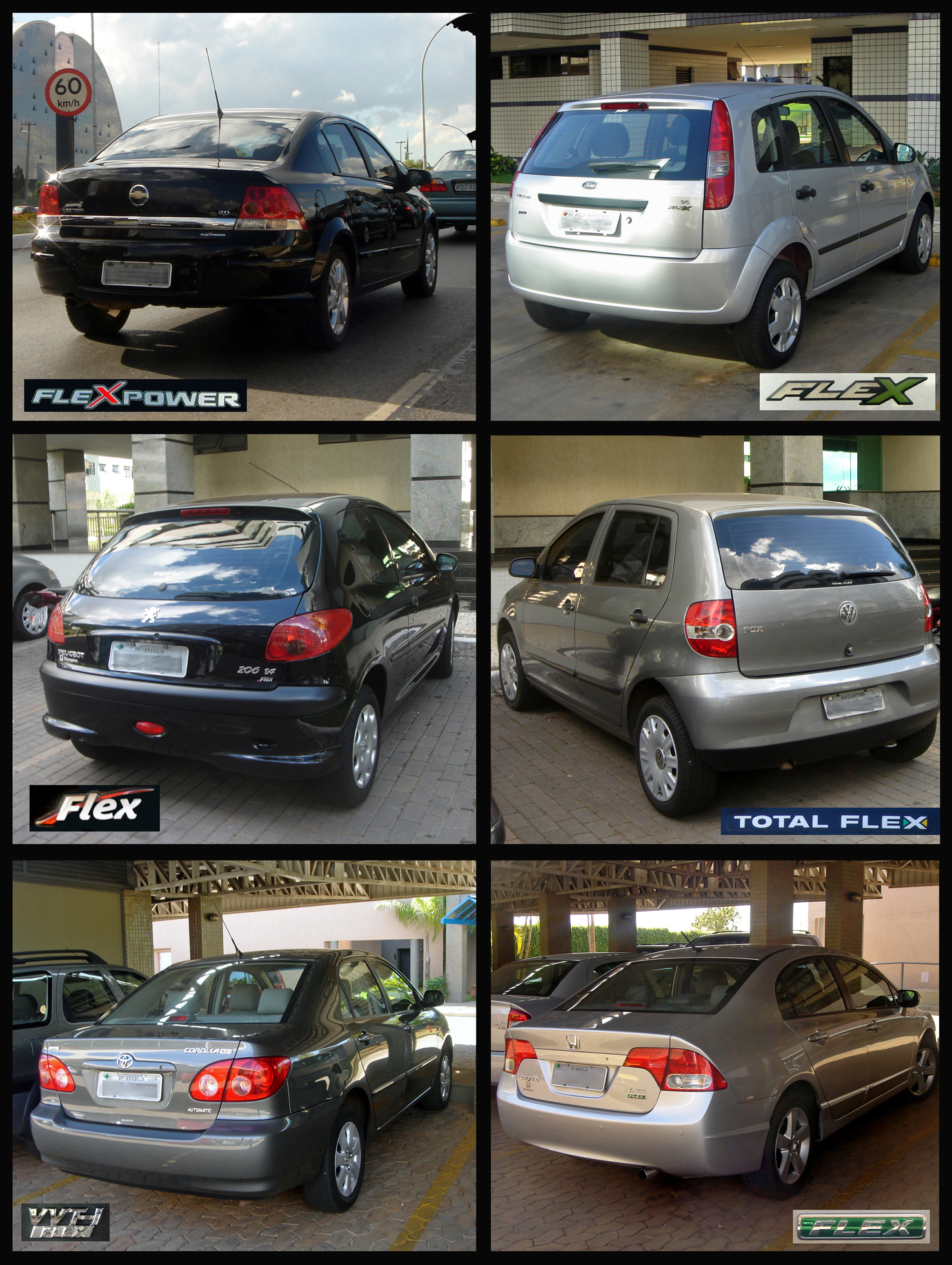
Modelos típicos de carros flex brasileiros, que operam com qualquer mistura de álcool hidratado (E100) e gasolina E20-E25, que é a mistura oficial no país.

Nos Estados Unidos é utilizado o E70 como mistura de inverno, e sua implantação é regional. No Wyoming por exemplo, o E70 é vendido como E85 de Outubro a Maio. Na Suécia o E75 é utilizado durante o inverno em todos os veículos flex E85. A mistura de inverno foi introduzida desde o inverno 2006-07, e o E75 é utilizado desde Novembro até Março.

## E85
E85 é a mistura de 85% de etanol e 15% de gasolina. Esta é a mistura comum utilizada nos veículos flex dos mercados Europeu e nos Estados Unidos, razão pela qual os autos flex são chamados de veículos flexíveis E85. Este limite na mistura foi estabelecido para evitar problemas no arranque com clima frío durante o inverno, e para diminuir as emissões da mistura que são maiores quando a temperatura ambiente é inferior a 11 oC.

## E95
E95 é a mistura de 95% de etanol com 5% de aditivo para melhorar a ignição. Esta mistura tem sido utilizada na Suécia em ônibus com motor diesel adaptado para funcionar especificamente com E95, e que precisam de um compressão maior para atingir a temperatura suficiente para queimar o etanol.
Na continente americano, o Brasil é primeiro país a ter ônibus movido a etanol em circulação pelo Projeto BEST (em inglês:  BioEthanol for Sustainable Transport ou Bioetanol para o Transporte Sustentável). Esse primeiro protótipo foi apresentado no campus da Universidade de São Paulo, na capital paulista, em  Outubro de 2007, e entrou em operação em 20 de Dezembro de 2007, integrado à frota da operadora Metra, rodando no Corredor Metropolitano São Mateus - Jabaquara, que passa por nove terminais, atendendo a quatro municípios: São Paulo, São Bernardo do Campo, Santo André e Diadema. Durante o período de testes o ônibus E95 será comparado a um outro do mesmo modelo a diesel.

## E100
E100 é o etanol puro, ainda que realmente é etanol hidratado, com até 4,9% de água. Esta mistura é utilizada somente no Brasil pelos veículos que operam com álcool puro, e também é utilizada pelos veículos flex, puro ou misturado com gasolina E20-E27.